# Vet-Concept
Die Vet-Concept GmbH & Co. KG mit Sitz im rheinland-pfälzischen Föhren ist ein Vertriebsunternehmen für Tierfutter.
Das Unternehmen wurde 1997 durch die heutigen Geschäftsführer Torsten Herz und Anita Theis gegründet und vertreibt heute Trocken- und Nassfutter für Hunde und Katzen sowie weiteres Tierzubehör. Die Produktion des Futters erfolgt am Standort Föhren bei der Schwestergesellschaft Vet-Concept Production GmbH & Co. KG.